# Bernhard Britting
Bernhard Britting (n. 22 octombrie 1940, Berlin, Germania Nazistă) este un canotor german, medaliat olimpic. A participat la o ediție a Jocurilor Olimpice (1964) în care a câștigat o medalie de aur.

## Participări
Lista de mai jos prezintă principalele competiții la care a participat Bernhard Britting de-a lungul carierei.
- rowing at the 1964 Summer Olympics – men's coxed four[*][4]